# Eissportzentrum Klagenfurt
L'Eissportzentrum Klagenfurt est un complexe sportif polyvalent de Klagenfurt am Wörthersee en Autriche. Il a été ouvert en 1959.
Il comprend deux salles : la « Stadthalle Klagenfurt » et la Sepp-Puschnig-Halle. La patinoire accueille l'équipe de hockey sur glace du EC Klagenfurt AC, pensionnaire de la Ligue Autrichienne. La patinoire a une capacité de 5 088 spectateurs.